# Muraenolepis pacifica
Muraenolepis pacifica is een straalvinnige vissensoort uit de familie van aalkabeljauwen (Muraenolepididae). De wetenschappelijke naam van de soort is voor het eerst geldig gepubliceerd in 2007 door Prirodina & Balushkin.